# Claude Inès Navarro
 (mai 2016).
Si vous disposez d'ouvrages ou d'articles de référence ou si vous connaissez des sites web de qualité traitant du thème abordé ici, merci de compléter l'article en donnant les références utiles à sa vérifiabilité et en les liant à la section « Notes et références ».
Claude Inès Navarro, née le 6 mai 1938 à Maoussa et morte d'un cancer le 12 août 1985 à Orléans, est une Française d'Algérie, élue Miss Algérie française à Oran en 1957. 
En 1957, elle devient 6e dauphine de Miss Monde, puis est élue Miss Méditerranée la même année.
Elle a des origines espagnoles.

## Biographie
Elle a vécu dans le Berry et le Loiret, de son adolescence à l'âge adulte, où elle vit une période à Paris, pour ses études de top-model.
Elle a été couronnée Miss Salon Nautique de Paris 1956, après ses études de mannequinat, et elle participe à des défilés de mode avec de nombreux couturiers comme Dior, Yves Saint Laurent, Givenchy, Maggy Rouff, Faré.